# The Devil Put Dinosaurs Here
The Devil Put Dinosaurs Here é o quinto álbum de estúdio da banda de rock americana Alice in Chains. Foi lançado em 28 de maio de 2013 pela gravadora Capitol Records. O álbum foi muito bem recebido pela crítica, superando o álbum anterior, Black Gives Way to Blue de 2009. O guitarrista e vocalista Jerry Cantrell teve que operar o ombro direito e ficou sem poder tocar guitarra durante vários meses, e por esse motivo o álbum demorou para ser finalizado. Cantrell compôs a música “Stone” cantando os riffs de guitarra no celular.
O disco alcançou a 2ª posição no ranking da Billboard, vendendo 62.000 cópias na primeira semana de vendas e quase chegou aos 80 mil na segunda semana, sendo superado apenas por Random Acess Memories da dupla francesa Daft Punk. O disco vendeu mais de 120 mil cópias em menos de 2 meses. Foi eleito pela revista online americana Loudwire como o melhor álbum de rock de 2013. As faixas "Hollow", "Stone" e "Voices" foram lançadas como singles.

## Video-clipes
Foram produzidos videoclipes para as canções "Hollow", "Stone", "Voices", "The Devil Put Dinosaurs Here" e "Phantom Limb". Em três desses vídeos ("Hollow", "The Devil Put Dinosaurs Here", e "Phantom Limb"), a banda não aparece.

## Faixas
- Todas as músicas compostas por Jerry Cantrell, exceto onde indicado.

| N.º            | Título                         | Compositor(es)                         | Duração |  |
| 1.             | "Hollow"                       |                                        | 5:43    |  |
| 2.             | "Pretty Done"                  |                                        | 4:35    |  |
| 3.             | "Stone"                        |                                        | 4:22    |  |
| 4.             | "Voices"                       |                                        | 5:42    |  |
| 5.             | "The Devil Put Dinosaurs Here" | Cantrell, Mike Inez, Sean Kinney       | 6:38    |  |
| 6.             | "Lab Monkey"                   |                                        | 5:58    |  |
| 7.             | "Low Ceiling"                  | Cantrell, Kinney, Inez                 | 5:15    |  |
| 8.             | "Breath on a Window"           |                                        | 5:19    |  |
| 9.             | "Scalpel"                      | Cantrell, Kinney, Inez                 | 5:21    |  |
| 10.            | "Phantom Limb"                 | William DuVall, Cantrell, Kinney, Inez | 7:07    |  |
| 11.            | "Hung on a Hook"               |                                        | 5:34    |  |
| 12.            | "Choke"                        | Cantrell Kinney, Inez                  | 5:44    |  |
| Duração total: | Duração total:                 | Duração total:                         | 67:14   |  |

## Créditos
- Jerry Cantrell – vocais, guitarra solo, guitarra rítmica em "Phantom Limb"
- William DuVall – vocais, guitarra rítmica, guitarra solo em "Phantom Limb"
- Mike Inez – Baixo
- Sean Kinney – Bateria

## Posições nas paradas

### Álbum
| Parada (2013)                                     | Melhor posição |
| ------------------------------------------------- | -------------- |
| Estados Unidos (Billboard 200)                    | 2              |
| Espanha (PROMUSICAE)                              | 56             |
| Itália (FIMI)                                     | 56             |
| Países Baixos (Dutch Charts)                      | 52             |
| Bélgica (Ultratop Flandres)                       | 52             |
| Suécia (Sverigetopplistan)                        | 35             |
| Bélgica (Ultratop Valônia)                        | 33             |
| Hungria (MAHASZ)                                  | 28             |
| Alemanha (Offizielle Deutsche Charts)             | 23             |
| Reino Unido (UK Albums Chart)                     | 22             |
| Dinamarca (Hitlisten)                             | 14             |
| Áustria (Ö3 Austria Top 40)                       | 13             |
| Nova Zelândia (RMNZ)                              | 12             |
| Suíça (Schweizer Hitparade)                       | 11             |
| Austrália (ARIA)                                  | 10             |
| Noruega (VG-lista)                                | 6              |
| Finlândia (Suomen virallinen lista)               | 6              |
| Canadá (Canadian Albums Chart)                    | 2              |
| Estados Unidos (Billboard Top Vinyl Albums)       | 13             |
| Estados Unidos (Billboard Top Digital Albums)     | 5              |
| Estados Unidos (Billboard Top Tastemakers Albums) | 2              |
| Estados Unidos (Billboard Top Hard Rock Albums)   | 1              |
| Estados Unidos (Billboard Top Alternative Albums) | 1              |
| Estados Unidos (Billboard Top Rock Albums)        | 1              |
| Estados Unidos (iTunes Top 100 Album Downloads)   | 3              |
| Estados Unidos (iTunes Rock Albums)               | 1              |
| Canadá (iTunes Top 100 Album Downloads)           | 2              |
| Austrália (iTunes Top 100 Album Downloads)        | 7              |
| Itália (iTunes Top 100 Album Downloads)           | 11             |
| Espanha (iTunes Top 100 Album Downloads)          | 15             |
| Alemanha (iTunes Top 100 Album Downloads)         | 22             |
| Reino Unido (iTunes Top 100 Album Downloads)      | 26             |
| França (iTunes Top 100 Album Downloads)           | 58             |